# Seymour Dorothy Fleming

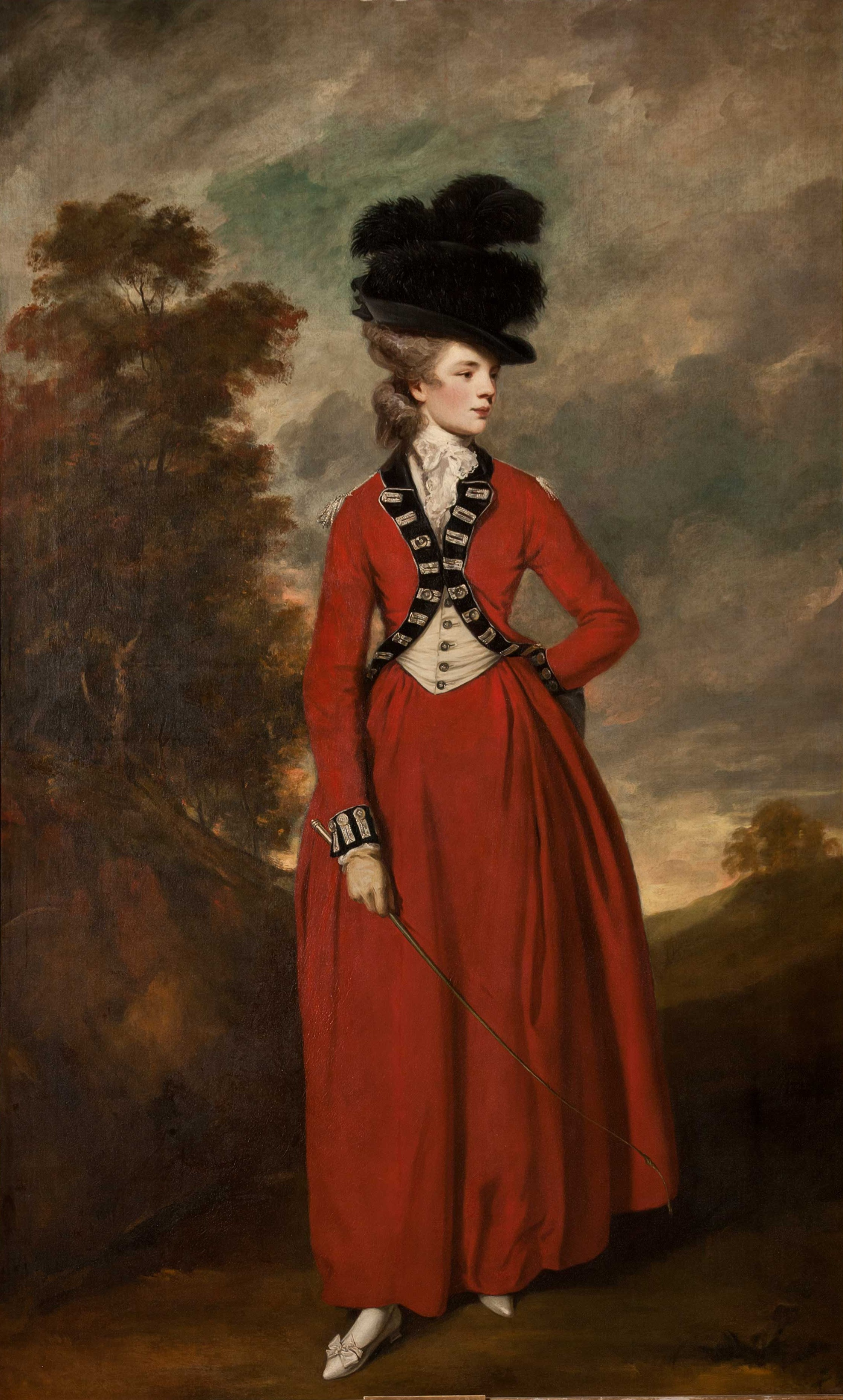
Seymour Dorothy Fleming, Gemälde von Joshua Reynolds.

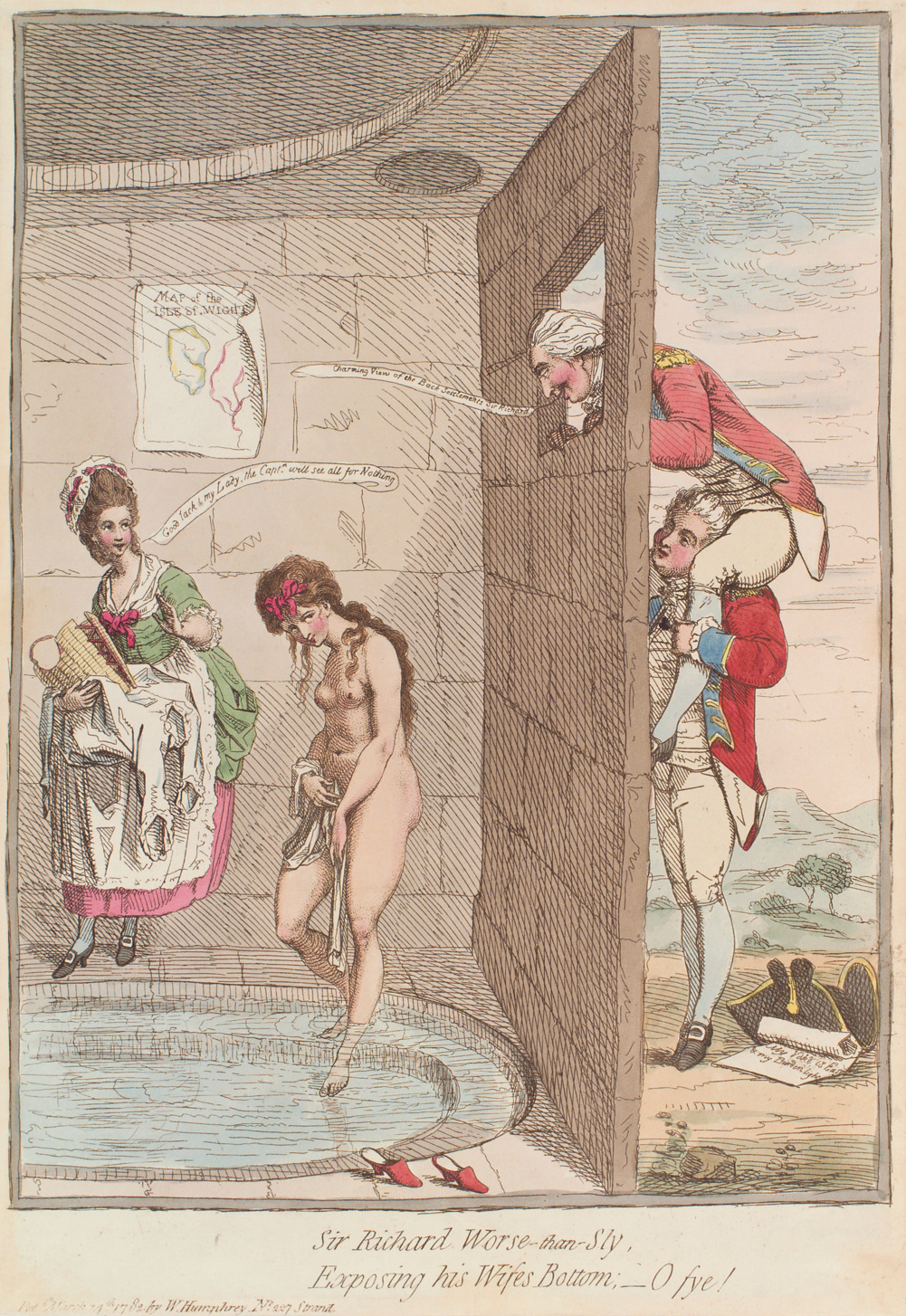
Karikatur von James Gillray aus dem Jahr 1782. Sie zeigt Sir Richard Worsley, der George Bisset hilft, Seymour Fleming nackt im Badehaus zu beobachten.
Untertitel: „Sir Richard Worse-than-Sly / Exposing his Wifes Bottom; – O fye!“

Seymour Dorothy Fleming (* 1758; † 9. September 1818 in Paris) war eine britische Adelige.

## Leben
Seymour Dorothy Fleming heiratete am 20. September 1775 im Alter von 17 Jahren Sir Richard Worsley, 7. Baronet, den Hausherrn von Appuldurcombe House, Isle of Wight. Sie war eine von zwei Töchtern des Sir John Fleming, 1. Baronet (of Brompton Park) (1730–1763) und brachte eine Mitgift in Höhe von 52.000 £ in die Ehe.
Der erste Sohn, Robert Edwin starb jung. Das zweite Kind, Jane Seymour Worsley, geboren im August 1781, war die Tochter von Maurice George Bisset, einem engen Freund und Nachbarn von Worsley, wurde aber von Sir Richard Worsley als eigenes Kind angenommen, um einen Skandal zu vermeiden.
Im November 1781 zog Seymour Dorothy Fleming mit Bisset fort. Sir Richard Worsley verklagte deshalb Bisset im Februar 1782 auf 20.000 £ Schadensersatz. Es kam zu einem Gerichtsverfahren. Gerüchte zufolge hatte Lady Worsley 27 Liebhaber. Der Arzt William Osborn, einer dieser Liebhaber, sagte aus, dass sie sich bei einer Affäre mit dem Marquess of Graham mit einer Geschlechtskrankheit angesteckt habe. Als sich herausstellte, dass Sir Richard Worsley seine Frau Bisset nackt dargeboten hatte, erhielt Sir Richard Worsley von der Jury lediglich 1 Shilling zugesprochen.
Die Ehe wurde trotz der Trennung nicht geschieden. Nach dem Tode ihres Mannes im August 1805 heiratete Seymour Dorothy Fleming im September 1805 John Lewis Cuchet, der ihren Nachnamen annahm.